# Alex Formenton
Alex Formenton (né le 13 septembre 1999 à King dans la province de l'Ontario au Canada) est un joueur professionnel canadien de hockey sur glace. Il évolue au poste d'ailier gauche.

## Biographie

### Carrière en club
Il est repêché au 2e tour, 47e au total, par les Sénateurs d'Ottawa au repêchage d'entrée dans la LNH 2017.

### Carrière internationale
Il représente le Canada en sélections jeunes.

### Vie personnelle
Il est accusé en janvier 2024 d'un viol collectif auquel il aurait participé en 2018 avec 7 autres joueurs de l'équipe junior du Canada dans un hôtel de London en Ontario. Il est déclaré non coupable le 24 juillet 2025.

## Statistiques

### En club
| Saison     | Équipe                 | Ligue           |     | Saison régulière | Saison régulière | Saison régulière | Saison régulière | Saison régulière |   | Séries éliminatoires | Séries éliminatoires | Séries éliminatoires | Séries éliminatoires | Séries éliminatoires |
| Saison     | Équipe                 | Ligue           | PJ  | B                | A                | Pts              | Pun              | PJ               | B | A                    | Pts                  | Pun                  |                      |                      |
| 2015-2016  | Tigers d'Aurora        | OJHL            | 54  | 13               | 13               | 26               | 66               | 5                | 2 | 0                    | 2                    | 0                    |                      |                      |
| 2016-2017  | Knights de London      | LHO             | 65  | 16               | 18               | 34               | 50               | 14               | 0 | 0                    | 0                    | 6                    |                      |                      |
| 2017-2018  | Sénateurs d'Ottawa     | LNH             | 1   | 0                | 0                | 0                | 0                | -                | - | -                    | -                    | -                    |                      |                      |
| 2017-2018  | Knights de London      | LHO             | 48  | 29               | 19               | 48               | 55               | 4                | 5 | 2                    | 7                    | 6                    |                      |                      |
| 2017-2018  | Senators de Belleville | LAH             | 2   | 0                | 0                | 0                | 2                | -                | - | -                    | -                    | -                    |                      |                      |
| 2018-2019  | Sénateurs d'Ottawa     | LNH             | 9   | 1                | 0                | 1                | 6                | -                | - | -                    | -                    | -                    |                      |                      |
| 2018-2019  | Knights de London      | LHO             | 31  | 13               | 21               | 34               | 50               | 11               | 4 | 14                   | 18                   | 14                   |                      |                      |
| 2019-2020  | Senators de Belleville | LAH             | 61  | 27               | 26               | 53               | 65               | -                | - | -                    | -                    | -                    |                      |                      |
| 2020-2021  | Senators de Belleville | LAH             | 13  | 4                | 0                | 4                | 22               | -                | - | -                    | -                    | -                    |                      |                      |
| 2020-2021  | Sénateurs d'Ottawa     | LNH             | 20  | 4                | 2                | 6                | 6                | -                | - | -                    | -                    | -                    |                      |                      |
| 2021-2022  | Sénateurs d'Ottawa     | LNH             | 79  | 18               | 14               | 32               | 59               | -                | - | -                    | -                    | -                    |                      |                      |
| 2022-2023  | HC Ambrì-Piotta        | National League | 22  | 10               | 3                | 13               | 74               | -                | - | -                    | -                    | -                    |                      |                      |
| Totaux LNH | Totaux LNH             | Totaux LNH      | 109 | 23               | 16               | 39               | 71               | -                | - | -                    | -                    | -                    |                      |                      |

### En équipe nationale
| Année | Compétition                 |   | PJ | B | A | Pts | Pun           |  | Résultat |
| 2018  | Championnat du monde junior | 7 | 2  | 2 | 4 | 8   | Médaille d'or |  |          |

## Trophées et honneurs personnels

### LAH
- 2019-2020 : participe au match des étoiles